# Johnny Horton
Johnny Horton, rodným jménem John Gale Horton (30. dubna 1925 Los Angeles, Kalifornie – 5. listopadu 1960 Milano, Texas) byl americký zpěvák. Narodil se v Los Angeles jako nejmladší z pěti sourozenců. Vyrůstal v Texasu, ale s rodinou často odjížděl za prací do Kalifornie. Později pracoval v rozhlasové stanici KXLA v Pasadeně a zanedlouho se začal věnovat hudbě. Jeho největším hitem byla píseň „The Battle of New Orleans“, jejímž autorem byl Jimmy Driftwood. Horton svou verzi vydal v roce 1959 a umístila se na první příčce hitparády Billboard Hot 100 a rovněž mu přinesla cenu Grammy. Zemřel v roce 1960 při autonehodě.